# Johannes Brugman

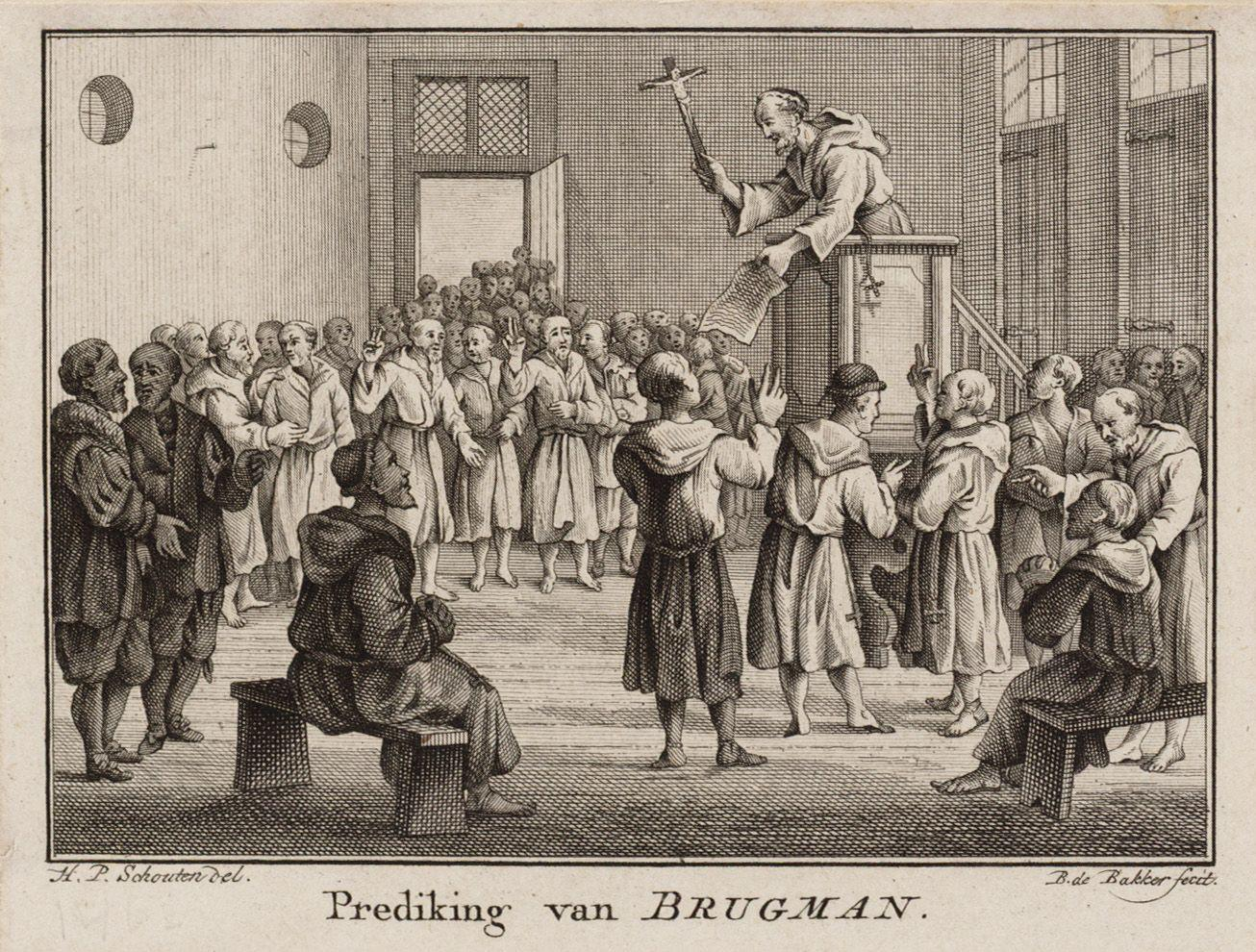
Brugman predigt, Grafik, 1788

Johannes Brugman (auch Brugmann, Brugmanus; * um 1400 in Kempen; † 19. Oktober 1473 in Nimwegen) war Franziskaner und Volksprediger am Niederrhein.

## Leben
Sein Geburtsort ist nicht sicher bekannt, er stammt mit großer Wahrscheinlichkeit aus Kempen oder vermutlich dem Erzbistum Köln.
Brugman studierte in Paris Theologie. Nach der Studienzeit kam er ins Kloster der Franziskaner-Observanten in Saint-Omer in der Grafschaft Artois, wo er Lektor der Theologie wurde.
Er galt als fähiger Prediger und ist vor allem durch seine Predigtreisen in Erinnerung geblieben, auf denen er als Bußprediger viele Menschen zu einem erneuerten christlichen Leben bekehren wollte. Diese begannen im Rheinland und Westfalen und erreichten um 1452 im Tal der IJssel ihren Höhepunkt.

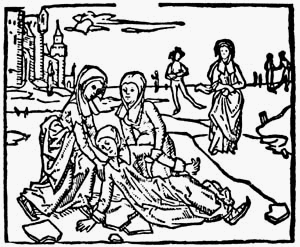
Lidwinas Sturz in Johannes Brugmans Lidwina-Vita, Holzschnitt, 1498

Brugman war Schriftsteller, der einige geistliche Lieder (wie „Ic heb ghejaecht mijn leven lanc“) und eine Vita der Hl. Lidwina von Schiedam verfasste. Letztere erschien in drei Fassungen zwischen 1433 und 1456. Außerdem schrieb er auf Latein Betrachtungen zum Leben Jesu Christi und Traktate zur Reform des Franziskanerordens (Speculum Imperfectionis). Seine Predigten sind nur bruchstückhaft überliefert.
Ein allgemeiner Bezug des Frömmigkeitverständnisses und der -übungen besteht zwischen Brugmans Wirken und den Gründern und Autoren der Devotio moderna. Er förderte die Reformbestrebungen der strengeren Observanz in seiner Ordensprovinz, der Kölnischen Franziskanerprovinz.